# Elecciones estatales de Coahuila y Texas de 1825
Las elecciones estatales de Coahuila y Texas de 1825 tuvieron lugar el sábado 27 de agosto de 1825.
- Consejo de Gobierno de Coahuila y Texas. Constituido por el Titular del Consejo de Gobierno del Estado, Vicegobernador y cuatro vocales, electos para fungir hasta que se promulgue la Constitución del Estado. Los candidatos elegidos fueron:

- Gobernador Consejo de Gobierno de Coahuila y Texas: Pedro Valdés
- Vicegobernador: José Ignacio de Arizpe
- Primer Vocal: Juan Goribar
- Segundo Vocal: José Ignacio Sánchez
- Tercer Vocal: José Ignacio Alcocer
- Cuarto Vocal: Ignacio Cárdenas

El Consejo de Gobierno del Estado de Coahuila y Texas era un órgano encargado de auxiliar al Gobierno del Estado en sus funciones solo durante el tiempo en que se llevaran a cabo los trabajos del Congreso Constituyente y hasta que se sancionara la Constitución Polìtica del Estado de Coahuila y Texas. Este ente fue una institución implantada en el ámbito federal con la Constitución de 1824 y representaba al mismo tiempo, el equilibrio de poderes y control de constitucionalidad polìtica. Su existencia se extendió a todas las entidades originarias de México.

## Resultados electorales
El Congreso del Estado llevó a cabo la elección de los integrantes del Consejo de Gobierno por medio de un escrutinio secreto, mediante sesión de 27 de agosto de 1825. La lectura de los nombramiento se dio el 31 de agosto de 1825 y el 1 de septiembre de 1825, el bachiller José Ignacio Sánchez manifestó su decisión de renunciar al nombramiento, pero no fue aceptada. 

### Gobernador Consejo de Gobierno de Coahuila y Texas
- Pedro Valdés  Hecho